# Maribel Vinson
Maribel Yerxa Vinson-Owen (Winchester, 12 oktober 1911 – Berg, 15 februari 1961) was een Amerikaans kunstschaatsster en kunstschaatscoach. Vinson trainde onder meer olympisch kampioene Tenley Albright en de latere kunstschaatscoach Frank Carroll.
Maribel Vinson, geboren in 1911, was actief in het paarrijden en als solist. Ze nam deel aan drie Olympische Winterspelen: Sankt Moritz 1928, Lake Placid 1932 en Garmisch-Partenkirchen 1936. Bij de Spelen van 1932 won ze een bronzen medaille. Ze was verder negenvoudig nationaal kampioene en zesvoudig nationaal kampioene bij het paarrijden (met Thornton Coolidge en George Hill).
Vinson was van 1938 tot 1949 gehuwd met de Canadese kunstschaatser Guy Owen, met wie ze dochters Maribel (1940) en Laurence (1944) kreeg. Haar ex-echtgenoot overleed in 1952. Met haar dochters van twintig en zestien, die ook talentvolle kunstschaatssters waren, kwam Vinson op 15 februari 1961 om het leven bij de vliegtuigcrash te Berg-Kampenhout. De drie waren onderweg naar de WK 1961 in Praag. De WK werden na het dodelijke ongeluk, waarbij de voltallige Amerikaanse delegatie het leven liet, afgelast.

## Belangrijke resultaten
1926-1937 solo
| Kampioenschap                  | 1926  | 1927   | 1928   | 1929   | 1930  | 1931 | 1932  | 1933 | 1934  | 1935   | 1936 | 1937 |
| ------------------------------ | ----- | ------ | ------ | ------ | ----- | ---- | ----- | ---- | ----- | ------ | ---- | ---- |
| Olympische Spelen              |       |        | 4e     |        |       |      | Brons |      |       |        | 5e   |      |
| Wereldkampioenschap            |       |        | Zilver |        | Brons | 4e   | 4e    |      | 5e    |        |      |      |
| Noord-Amerikaans kampioenschap |       |        |        | Zilver |       |      |       |      |       | Zilver |      | Goud |
| Europees kampioenschap         |       |        |        |        |       |      |       |      | Brons |        |      |      |
| Nationaal kampioenschap        | Brons | Zilver | Goud   | Goud   | Goud  | Goud | Goud  | Goud |       | Goud   | Goud | Goud |

1928/29 paarrijden met Thornton Coolidge, 1930-1937 met George Hill
| Kampioenschap                  | 1928 | 1929  |  | 1930   | 1931   | 1932   | 1933 | 1934 | 1935 | 1936 | 1937   |
| ------------------------------ | ---- | ----- |  | ------ | ------ | ------ | ---- | ---- | ---- | ---- | ------ |
| Olympische Spelen              |      |       |  |        |        |        |      |      |      | 5e   |        |
| Wereldkampioenschap            |      |       |  |        | 5e     |        |      |      |      | 5e   |        |
| Noord-Amerikaans kampioenschap |      | Brons |  |        |        |        |      |      | Goud |      | Zilver |
| Nationaal kampioenschap        | Goud | Goud  |  | Zilver | Zilver | Zilver | Goud |      | Goud | Goud | Goud   |

- International Standard Name Identifier: 0000 0000 4517 6422
- Library of Congress Control Number: n97878812
- SNAC: w63v2bp7
- Virtual International Authority File: 4238184
- WorldCat: E39PBJgxvKq6Xr8kHWR46vhPwC